# Kerberozaur
Kerberozaur osiągał 9 metrów długości i ważył 3 tony. Żył około 70 - 66 milionów lat temu na terenie dzisiejszej Rosji. Był podobny do kritozaura. Na nosie miał narośl, która prawdopodobnie służyła do wabienia samic podczas godów.